# Alexandre-Théodore Brongniart
Pour les autres membres de la famille, voir Famille Brongniart.
Pour les articles homonymes, voir Brongniart (homonymie).
Alexandre-Théodore Brongniart est un architecte français, né à Paris le 15 février 1739 et mort dans la même ville le 6 juin 1813. 
Il est l'auteur de nombreux bâtiments néo-classiques parisiens, dont le palais de la Bourse des valeurs de Paris, dit aussi « Palais Brongniart », et divers hôtels particuliers ainsi que du cimetière du Père-Lachaise.

## Biographie

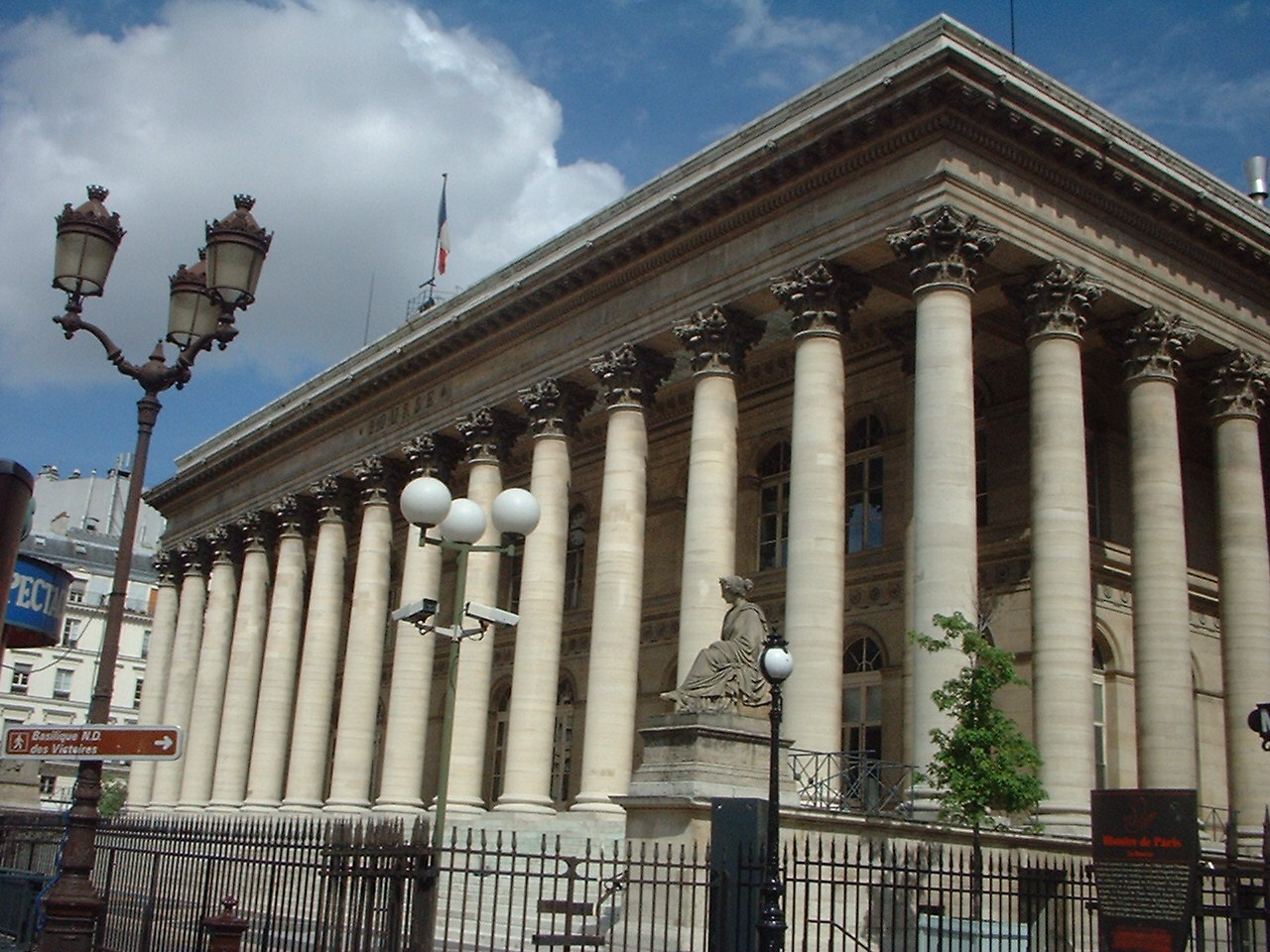
Palais Brongniart à Paris.

Alexandre-Théodore Brongniart était issu d'une bonne famille originaire d'Arras. Plusieurs de ses ancêtres, échevins de la ville d'Arras, furent anoblis au début du XVIIe siècle par la maison d'Autriche, à l'époque où la ville faisait partie de ses possessions. Le père de Brongniart, Ignace-Théodore Brongniart (1707-1765), vint s'installer à Paris où il s'établit comme marchand-apothicaire-épicier à l'enseigne du Flambeau Royal, rue de la Harpe ; il épousa en 1737 une demoiselle de Fourcroy, également issue d'une famille d'apothicaires originaires du Boulonnais, dont est issu le chimiste et membre du Comité de salut public sous la Révolution française, Antoine-François Fourcroy (1755-1809).

### Avant la Révolution française
Théodore Brongniart, né en 1739, est l'aîné de deux garçons dont le cadet, Antoine-Louis (1742-1804) devient apothicaire et chimiste. Il fait d'excellentes études littéraires au Collège de Beauvais puis entreprend des études de médecine mais se réoriente bientôt vers l'architecture. Il s'inscrit à l'Académie royale d'architecture comme élève d'Hubert Pluyette, y suit l'enseignement de Jacques-François Blondel, qui l'estimait pour sa culture générale, ainsi que celui d'Étienne-Louis Boullée, architecte théoricien et visionnaire, avec qui il restera en relation et qui lui montrera toujours de l'attachement. Il remporte des prix d'émulation en 1763 pour la façade d'un théâtre et en 1764 pour l'entrée principale d'un arsenal mais échoue trois fois au Grand Prix de Rome.
En 1767, il épouse Louise d'Aigremont, qui tient alors boutique de lingerie dans le quartier du Temple. Ils ont trois enfants, un fils et deux filles :
- Alexandre (né le 5 février 1770 - mort en 1847), qui devait devenir minéralogiste et épousa Cécile Coquebert de Montbret, petite-fille de l'architecte du roi Michel-Barthélemy Hazon ;
- Louise (née le 5 mars 1772), par son mariage Mme Naval de Saint-Aubin puis marquise Picot de Dampierre (belle-sœur du général Auguste Marie Henri Picot de Dampierre) ;
- Alexandrine Émilie (1780-1847), épouse de Louis-André, baron Pichon.

#### Premières constructions dans le quartier de la Chaussée d'Antin
Les premiers travaux d'architecte de Brongniart ont pour théâtre le quartier de la Chaussée-d'Antin, alors en plein aménagement sur des terrains vendus par la communauté trinitaire des Mathurins. C'est là qu'associé d'abord avec l'entrepreneur Le Tellier, il se fait connaître et apprécier d'une riche clientèle aristocratique. En 1769, il y construit l'hôtel de Valence-Timbrune[réf. nécessaire] puis, en 1770, celui de Madame de Montesson, maîtresse du duc d'Orléans et, en 1773, en contiguïté avec le précédent, le vaste hôtel du duc d'Orléans. Un peu plus loin, à l'angle de la Chaussée-d'Antin et du Boulevard, il élève en 1777 l'hôtel Radix de Sainte-Foix avec son jardin suspendu au-dessus de la rue Basse-du-Rempart, et construit rue de Richelieu l'hôtel Taillepied de Bondy (1771), rue Chantereine (aujourd'hui rue de la Victoire) l'hôtel de Mlle Dervieux (1778) et, à l'angle de la rue de Choiseul et du boulevard Montmartre, l'hôtel de la comtesse de La Massais (1778). Il bâtit également l'hôtel de Courcelles place Beauvau, un groupe de maisons rue Neuve-des-Mathurins (1776) et une maison pour M. Grisard de Baudry dans le cadre d'une spéculation réalisée entre la rue de l'Arcade et la Ferme des Mathurins.
Signe de son succès et de sa réputation, Brongniart est admis dès 1777 à l'Académie royale d'architecture, alors qu'il n'est âgé que de 38 ans. Il est l'ami du sculpteur Houdon qui, en cette même année 1777, donne les bustes de ses deux premiers enfants, Alexandre et Louise, alors âgé de 7 et de 5 ans tandis que Hall peint leurs miniatures. En 1778, Madame Vigée-Lebrun fait leurs portraits. Il a pour collaborateurs habituels les sculpteurs Clodion et Chaudet. Il est l'intime du peintre Hubert Robert.
En 1780, il reçoit une commande considérable puisqu'il est chargé d'édifier le nouveau couvent des capucins dans le quartier de la Chaussée d'Antin, sur la rue de Caumartin qui est prolongée à cet effet. Bâtis entre 1780 et 1782, le couvent des capucins d'Antin (aujourd'hui Lycée Condorcet) et l'église Saint-Louis-d'Antin constituent un remarquable exemple d'un néo-classicisme sévère, proche des conceptions de Ledoux et de Boullée et qui convient parfaitement à un ordre mendiant. Au centre de la composition, l'architecte a inscrit un cloître orné d'un ordre dorique sans base supportant une corniche plate sans triglyphes. Le cloître est bordé sur trois côtés par des bâtiments tandis que le quatrième côté n'était primitivement séparé du jardin que par une colonnade. Chacun des trois corps de bâtiment a une façade sur la rue Caumartin puisque le corps central, sur lequel se trouve l'entrée principale, se trouve entre les extrémités des deux autres corps. La façade est à l'origine dépourvue de fenêtres. Le corps de gauche est l'église, également d'ordre dorique, qui ne comporte qu'un seul collatéral, comme il est courant dans les églises de l'ordre des capucins, et dont le vaisseau central n'était primitivement éclairé que par les lunettes de la voûte à droite et par le second jour du collatéral et très sobrement décoré d'une grisaille de Gébelin.

#### Constructions dans le quartier des Invalides
Sur la rive gauche, Brongniart est chargé, en 1774, de construire à l'extrémité de la rue Saint-Dominique, sur un terrain vendu par le banquier Laborde, l'hôtel de Monaco destiné à Marie-Catherine Brignole-Sale, épouse divorcée du prince Honoré III de Monaco. La construction est achevée en 1777. Brongniart a abandonné le plan classique de l'hôtel particulier parisien pour édifier un palais de plan rectangulaire entre cour et jardin. Le logis, double en profondeur, ménage une double enfilade de pièces de réception. La façade sur la cour est animée en son centre par une rotonde et ornée d'un ordre toscan tandis qu'un ordre ionique colossal décorait la façade sur jardin.
C'est la princesse de Monaco qui recommande Brongniart à son amant, le prince de Condé, lorsque celui-ci cherche un architecte pour bâtir, à proximité de sa résidence du Palais Bourbon, l'hôtel qu'il destine à sa fille, Louise-Adélaïde de Bourbon-Condé (1757-1824), dite « Mlle de Condé », abbesse de Remiremont, puis abbesse du Temple, fondatrice en 1816 d'une communauté issue de l'ordre des Bénédictines de l'Adoration perpétuelle du Très Saint Sacrement. L'hôtel est édifié en 1781-1782 sur ce qui est aujourd'hui la rue Monsieur sur un terrain appartenant à Brongniart et sa femme.
Ceux-ci ont en effet acquis de la famille de Maupeou un vaste ensemble de terrains sur lesquels un arrêt du Conseil ne va pas tarder à autoriser l'ouverture de la rue devenue la rue Monsieur, puisque c'est le long de cette rue que Brongniart va construire les écuries du comte de Provence, frère du roi Louis XVI, ainsi que l'hôtel de Montesquiou (1781) pour le personnage-clé de cette opération de spéculation immobilière, le marquis de Montesquiou, Premier écuyer de Monsieur. Sur les mêmes terrains, Brongniart bâtit également le Pavillon des Archives de l'Ordre de Saint-Lazare (détruit), l'hôtel de Masseran (1787), qui subsiste parfaitement conservé rue Masseran, l'hôtel de Richepanse (1787-1788), rue Masseran, ainsi qu'une maison pour lui-même qu'on peut encore voir, quoique dénaturée, à l'angle du boulevard des Invalides et de la rue Oudinot.
En 1782, Brongniart est chargé de réaménager l'hôtel Chanac de Pompadour, rue de Grenelle, pour le baron de Besenval. Il bâtit en sous-sol une somptueuse mais glaciale salle de bains à l'antique, ornée de bas-reliefs de Clodion, dont on affirme qu'elle ne servit qu'une fois.
Pour le marquis de Montesquiou, il dessine également le parc de Mauperthuis, dans la Brie, l'un des premiers parcs à l'anglaise en France. Dans le vallon de l'Aubetin, en contrebas du coteau sur lequel le château avait été entièrement rebâti à l'antique par Claude Nicolas Ledoux, il conçoit un jardin peuplé de fabriques, l'Élysée, où voisinent la Chaumière, le Pavillon de la princesse de Clèves, le Tombeau de Coligny et la Pyramide, le seul de ces édicules à avoir traversé la tourmente révolutionnaire. 
Il est ensuite chargé de l'aménagement de plusieurs jardins, au Raincy pour le duc d'Orléans, à Romainville pour le maréchal de Ségur et pour Madame de Montesson, au château de Berny, à Auteuil, à Montgeron...

#### Architecte de l'École militaire et des Invalides
En décembre 1782, Boullée renonce en faveur de son élève Brongniart (qui vient d'entrer à l'Académie royale d'architecture) à ses fonctions de contrôleur des bâtiments de l'École militaire et d'architecte des Invalides. Ceci vaut à Brongniart d'être logé à l'hôtel des Invalides et d'être chargé d'achever les travaux de l'École militaire là où ils avaient été laissés par Gabriel, mort en janvier 1782. Il a notamment à construire le manège et l'observatoire et à aménager l'entrée de l'école et ouvre dans l'axe de celle-ci l'avenue de Saxe. Il donne au quartier alentour sa physionomie actuelle par le tracé de la place de Breteuil et des avenues de Breteuil, de Villars, de Ségur et de Lowendal.
À l'occasion de ces travaux, Brongniart est remarqué par le ministre de la Guerre, le maréchal de Ségur, qui le charge de construire à Romainville, où sa famille possède un château, l'église Saint-Germain-l'Auxerrois (1785-1787). De type basilical, elle est ornée à l'intérieur d'un ordre dorique sans base, comme à Saint-Louis-d'Antin.
Il participe au concours lancé en 1788 pour la construction de la Caisse d'escompte dont le projet avait été lancé dès 1767 par le contrôleur général L'Averdy.

### Sous la Révolution française
Libéral, lié à la famille d'Orléans, Brongniart accueille avec enthousiasme la Révolution française. En 1791, il construit pour la troupe de Mlle Raucourt le Théâtre des Amis des Arts, dans un lotissement délimité par la rue de Richelieu et la rue de Louvois. À Bordeaux, en 1793, il construit le Théâtre de la Montagne. Peut-être est-il aussi l'auteur du Théâtre des Sans-Culottes, rue Quincampoix à Paris. Il donne également un projet de transformation de l'édifice inachevé de la Madeleine pour y installer l'Opéra et une salle de concerts.
Brongniart participe également à l'organisation des cérémonies publiques : il est chargé d'ordonnancer à Paris les fêtes nationales de l'An IV et de l'An V. Il compose des dioramas pour le Théâtre du Champ-de-Mars et transforme en temples de la Raison la cathédrale de Bordeaux et l'église de La Réole.

### Sous le Consulat et l'Empire

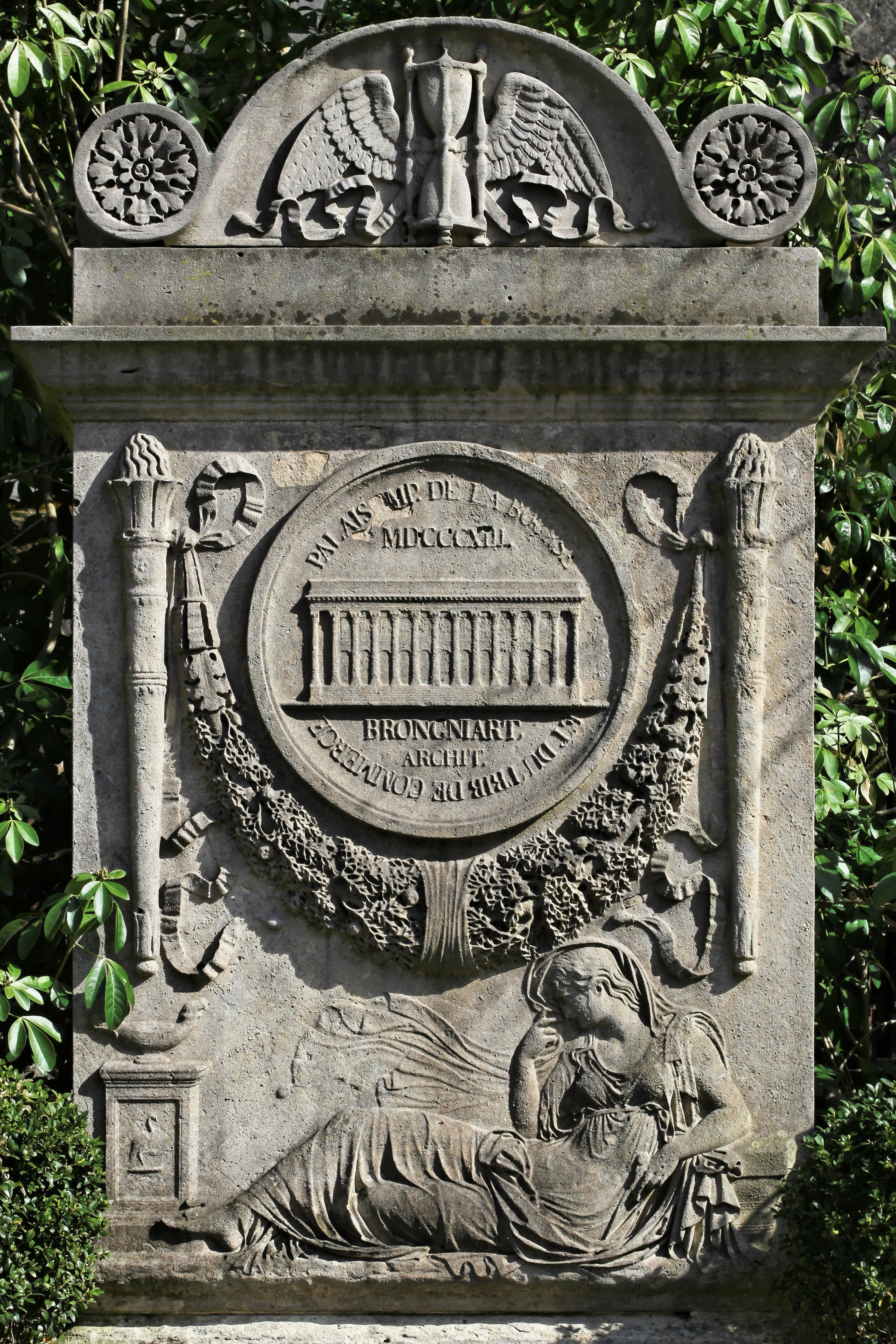
La tombe de Brongniart au cimetière du Père Lachaise.

Passés les tourments révolutionnaires, il multiplie les projets à l'attention du nouveau pouvoir. Son dessin proposé en 1804 pour un palais de la Bourse séduit Napoléon Ier qui lui tient ces propos : « Monsieur Brongniart, voilà de belles lignes. À l'exécution mettez les ouvriers ! ». Brongniart ne verra néanmoins jamais l'achèvement de ce palais qui porte aujourd'hui son nom (et qui ne sera terminé qu'en 1825) : il meurt le 6 juin 1813.
Il est inhumé dans la 11e division du cimetière du Père-Lachaise,, dont il s'était vu confier la conception en 1804, en tant qu'inspecteur général en chef de la Deuxième section des Travaux publics du Département de la Seine et de la Ville de Paris.

## Principales réalisations
- Hôtel de Valence-Timbrune, 1769.
- Hôtel de Montesson, 1770 : pour Madame de Montesson.
- Hôtel Taillepied de Bondy, 1771.
- Hôtel du duc d'Orléans, 1773 : en collaboration avec Henri Piètre, pour Louis-Philippe « le Gros », duc d'Orléans.
- Hôtel de Monaco, 1774-1777, rue Saint-Dominique.
- Groupe de maisons rue Neuve-des-Mathurins, 1776.
- Hôtel Radix de Sainte-Foix (dit aussi Bouret de Vézelay), 1777.
- Hôtel de La Massais, 1778.
- Hôtel de Mlle Dervieux, 1778.
- Hôtel Grisard de Baudry
- Hôtel de Courcelles
- Couvent des capucins d'Antin (aujourd'hui Lycée Condorcet) et église Saint-Louis-d'Antin, 1780-1782.
- Hôtel Brongniart, 1781, boulevard des Invalides
- Hôtel de Montesquiou, 1781, rue Monsieur.
- Hôtel de Bourbon-Condé, 1781-1782, rue Monsieur. Dessin Dessin 2 : Les façades sur la cour sont dénuées d'ornements à l'exception de bas-reliefs de Clodion[25] sur les ailes en retour ; sur le jardin, la rotonde centrale abrite un salon circulaire.
- Église Saint-Germain-l'Auxerrois, Romainville, 1785-1787.
- Parc de Mauperthuis, Saints (Seine-et-Marne).
- Hôtel de Masseran, 1787, rue Masseran.
- Hôtel de Richepanse, 1787-1788, rue Masseran.
- Palais Brongniart, également appelé Palais de la Bourse
- Hôtel d'Osmond
- Cimetière du Père-Lachaise